# Royal Trophy 2006
De Royal Trophy van 2006 was de eerste editie van een golftoernooi waarbij teams van Europa en Azië tegen elkaar speelden. De formule was hetzelfde als bij de Ryder Cup, die tussen Europa en de Verenigde Staten wordt gespeeld.
Het toernooi vond op 7 en 8 januari plaats op de Amata Spring Country Club in Thailand. Europa won deze eerste editie met 9-7. 

## Teams
| Europa                         | Azië                       |
| ------------------------------ | -------------------------- |
| Severiano Ballesteros, captain | Masahiro Kuramoto, captain |
| Thomas Bjørn                   | Arjun Atwal                |
| Nick Faldo                     | Keiichiro Fukabori         |
| Kenneth Ferrie                 | Suk-ho Hur                 |
| David Howell                   | Yasuharu Imano             |
| Graeme McDowell                | Jyoti Randhawa             |
| Paul McGinley                  | Thaworn Wiratchant         |
| Henrik Stenson                 | Thongchai Jaidee           |
| Ian Woosnam                    | Lian-wei Zhang             |

## Schema
- 7 januari (zaterdag ochtend): 4 foursomes, Europa won 3-1
- 7 januari (zaterdag middag):  4 fourballs, Europa won met 3-1
- 8 januari (zondag): 8 singles, Azië won met 5-3

Totaal: Europa won met 9-7